# 香巴拉镇
香巴拉镇位于中国四川省甘孜州乡城县南部，为乡城县人民政府驻地，海拔2865米。原名“桑披镇”，2005年改称“香巴拉镇”。。2019年12月，撤销尼斯镇，将其所属行政区域划归香巴拉镇管辖。

## 行政区划
香巴拉镇下辖以下地区：
桑披社区、香巴拉社区、巴姆山社区、鱼洼仲村、色尔宫村、热郎宫村、冷龙村、东宫村、登仲村、信沟村、奶奶仲村和阿亚仲村。

## 中国传统村落
2013年8月，尔宫村被评为第二批中国传统村落。